# 튀르키예 적신월

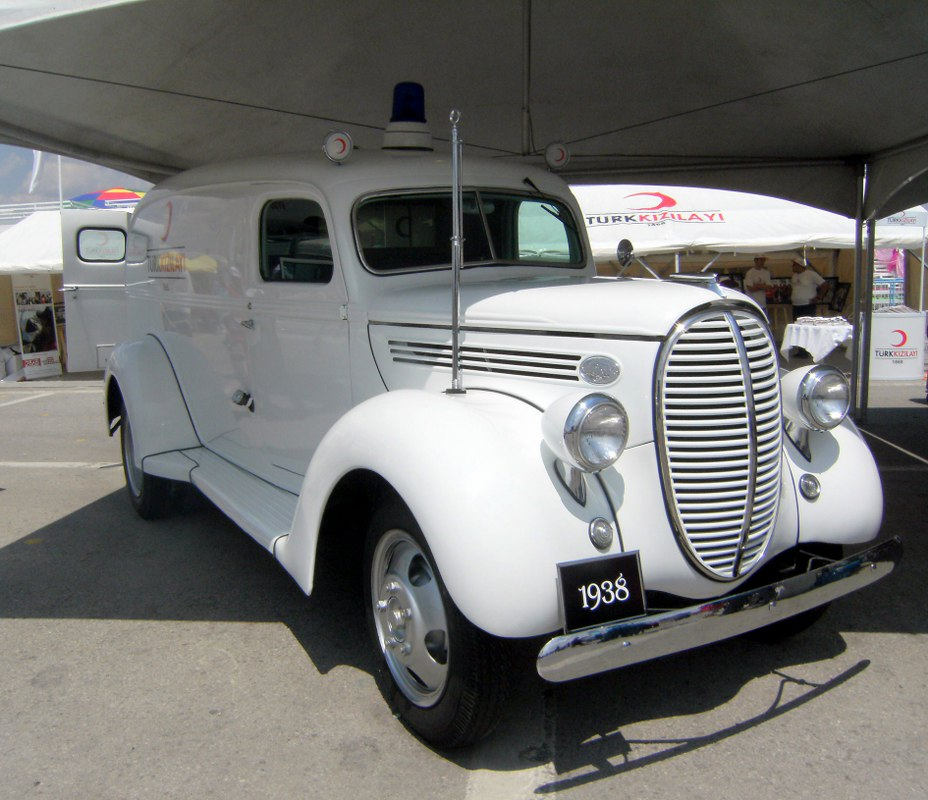

튀르키예 적신월(튀르키예어: Türk Kızılay, 영어: Turkish Red Crescent)은 오스만 제국 시절이던 1868년에 창설된 튀르키예 최대의 인도주의 단체이다. 국제 적십자·적신월 운동의 일부이다.

## 같이 보기
- 국제 적십자·적신월 운동